# Kościół w Neu Lübbenau
Kościół w Neu Lübbenau (niem. Dorfkirche) – protestancka świątynia parafialna w gminie Unterspreewald, w dzielnicy Neu Lübbenau, w Brandenburgii. 
Świątynię zbudowano w 1939 roku.
Kształt kościoła przypomina łódź, świątynia jest modernistyczna. Wieża przykryta dachem namiotowym, składającym się z czterech połaci.

## Galeria

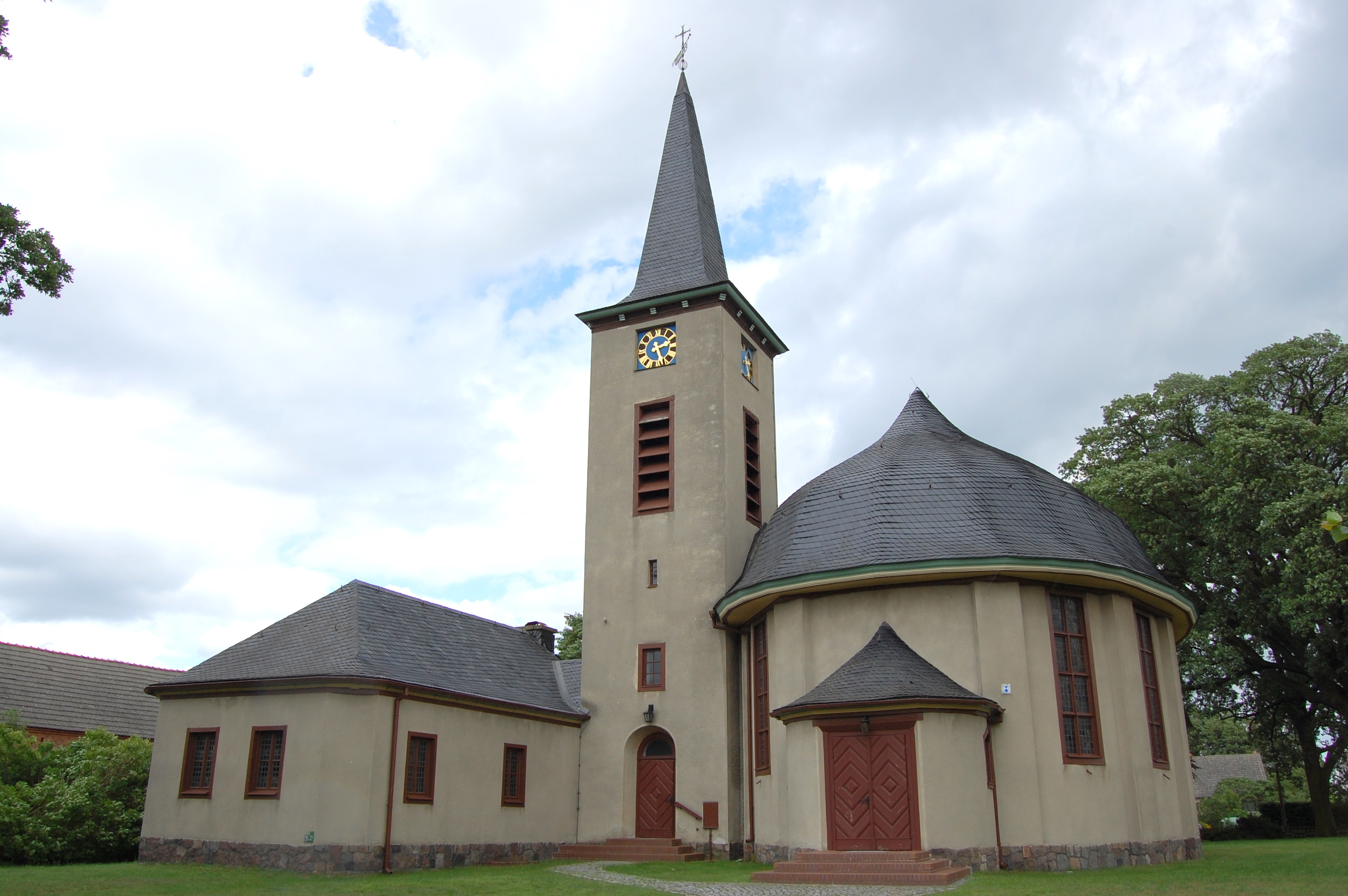
Fasada kościoła
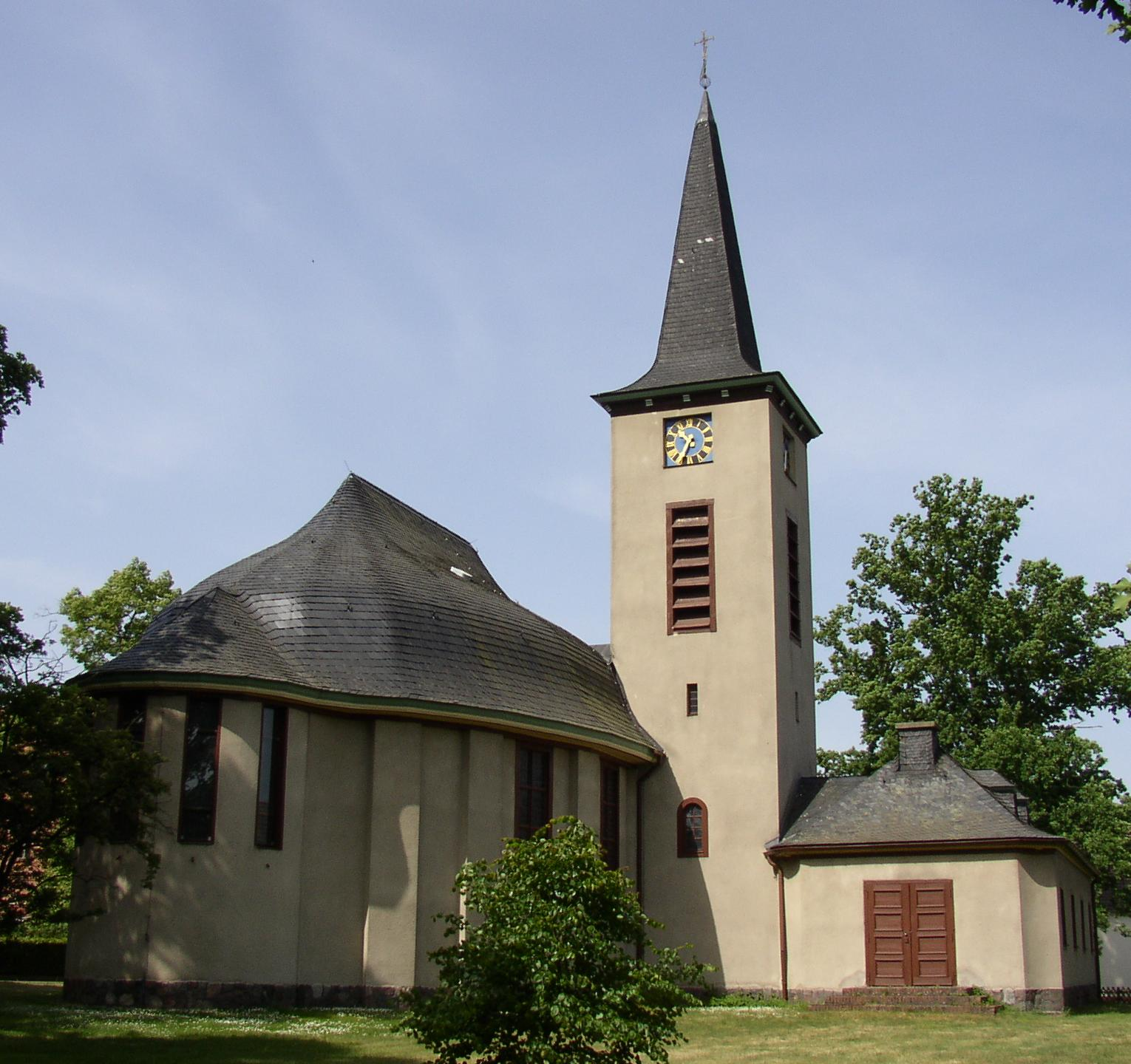
Prezbiterium